# Трансформеры: Роботы под прикрытием
«Трансформеры: Роботы под прикрытием» (англ. Transformers: Robots in Disguise) — мультсериал о трансформерах, часть Выровненной вселенной. Действие происходит спустя 5 лет после окончания сериала «Трансформеры: Прайм». Премьера сериала состоялась в Китае в январе 2015 года, позже — в Австралии в феврале того же года и в США и Великобритании в марте на Cartoon Network. В России показ сериала начался 3 августа 2015 года на канале Карусель.

## Персонажи

### Автоботы

#### Отряд Бамблби
- Бамблби (англ. Bumblebee) — командир отряда, некогда служивший в команде Прайма. Ветеран войны между автоботами и десептиконами. После окончания войны занимал скромную должность лейтенанта полиции. Призванный Оптимусом на Землю, случайно приводит с собой двух автоботов. Собрав свою команду, он пытается укрепить в ней свою позицию как лидера (но почти каждый его клич повергает его подчинённых в громкий смех). Вооружен лазерным пистолетом, а также особым устройством под названием «охотник на десептиконов», способным превращаться в любое оружие (Бамблби в основном использует его как копьё). Трансформируется в автомобиль.
- Стронгарм (англ. Strongarm) — кадет Элитной гвардии автоботов. Стала напарницей Бамблби, чтобы обучиться у него всему тому, чему когда-то Бамблби обучался у Оптимуса. Вместе с Сайдсвайпом отправилась на Землю за Бамблби. Следование правилам — её главный жизненный принцип (именно это, в конечном итоге, и привело её на Землю, поскольку, согласно уставу Элитной гвардии, кадет в свою смену должен постоянно сопровождать старшего офицера), и повод для конфликтов с Сайдсвайпом, который правила игнорирует. Вооружена лазерным пистолетом и плазменной пушкой, напоминающей арбалет, позже «охотником на десептиконов» (Стронгарм в основном использует его как плазменный арбалет), а также коротким мечом. Трансформируется в полицейский внедорожник.
- Сайдсвайп (англ. Sideswipe) — молодой автобот, переполненный энергией, которую ему на Кибертроне абсолютно некуда девать, кроме как на всякие хулиганские выходки. Был задержан Бамблби и Стронгарм, и в конечном итоге вместе с ними (причём против своей воли) прибыл на Землю. Там он был освобождён (чтобы не быть обузой). Впоследствии встречает и подростка Рассела Клэя, и десептикона Андербайта. После погони от десептикона становится членом команды. Одно из его любимых занятий — постоянно доставать Стронгарм. Вооружен мечом, позже «Охотником на десептиконов» (Сайдсвайп в основном использует его как меч), очень ловок и проворен. Трансформируется в спортивный автомобиль.
- Фиксит (англ. Fixit) — миникон, смотритель тюремного корабля «Алкемор», который разбился на Земле. Сразу же присоединился к отряду Бамблби. Из-за своих миниатюрных размеров почти никогда не участвует в операциях, но способен постоять за себя. Он очень активен, импульсивен, общителен и излишне добродушен, временами его немного «глючит». Основная функция: снабжение информацией о сбежавших десептиконах; также выполняет роль медика. Трансформируется в ручной универсальный инструмент, также имеет форму танка-дрели.
- Гримлок (англ. Grimlock) — динобот, был одним из узников «Алкемора». Несмотря на то, что раньше он принадлежал к десептиконам, сразу же присоединился к отряду Бамблби. Гримлок в хороших отношениях со всеми автоботами, тем не менее он немного высокомерен и любит восхвалять свою силу. Позже получил эмблему автобота. Гримлок ничем не вооружен, но обладает колоссальной силой и является физически сильнейшим в команде. Единственным его недостатком является отсутствие маскировочной альт-формы, так как трансформируется он в тираннозавра. Страдает айлурофобией — панически боится земных кошек; кроме того, боится щекотки. Любит танцевать и играть в футбол.
- Дрифт (англ. Drift) — честный и благородный самурай, что, однако, не мешает ему быть «охотником за головами». В прошлом слуга некого Шедуо Реккера. Когда за поимку Бамблби (за несанкционированное использование космического моста и «похищение» двух автоботов) назначили вознаграждение, Дрифт не упустил этот шанс, но появление его соперника — Фракчера, нарушило его планы. Увидев работу команды Бамблби, Дрифт перестал видеть в нём цель и покинул планету Земля. У Дрифта есть 2 миникона-помощника: Джетсторм (англ. Jetstorm) и Слипстрим (англ. Slipstream) которые также являются его учениками, и когда Джетсторм покинул Дрифта, тому пришлось снова прибыть на Землю, но на сей раз он решил остаться. Альт-форма Дрифта — автомобиль, вооружен двумя мечами.
- Уиндблэйд (англ. Windblade) — девушка-автобот, обязанная своими способностями самому Праймусу. Её главная цель — побеждать десептиконов, и готова ради этого на любые жертвы (в том числе и человеческие), из-за чего первоначально не очень то и уважала Бамблби, но потом её оценка о нём сменилась на весьма противоположную. Покинув, после боя с Зиззой, Землю, она тем не менее вернулась и, после финального боя с Мегатронусом, стала частью команды Бамблби. Альт-форма — самолёт, в этом режиме вооружена 2 пулемётами. В режиме робота вооружена 2 световыми мечами, также из турбин может выпускать мощные ударные волны.
- Оптимус Прайм (англ. Optimus Prime) — бессменный лидер автоботов. После героического самопожертвования[2] проходил обучение в неком «Измерении Праймов». Время от времени даёт советы Бамблби, посылая ему видения. Через некоторое время его «воскресили из мёртвых» для сражения с Мегатронусом, после победы над ним остался на Земле, став частью команды Бамблби. Трансформируется в грузовик.
- Ультра Би (англ. Ultra Bee) — гештальт, который формируют Бамблби, Стронгарм, Сайдсвайп и Гримлок. Также в слиянии, в качестве меча, участвует Дрифт.

#### Прочие
- Джаз (англ. Jazz) — старый друг Бамблби, посланный Высшим советом на Землю, чтобы разведать происшествие, связанное с крушением «Алкемора». Джаз — опытный боец, специалист в области импровизации. В бою он серьёзен, но вне боя никогда не упускает возможности покрасоваться. Трансформируется в автомобиль, в режиме робота может генерировать мощные акустические волны.
- Рэтчет (англ. Ratchet) — медик автоботов, ветеран Великой войны, служивший в команде Прайма. Был послан новым Высшим советом Кибертрона выслеживать и ловить военных преступников, где и встретился с Бамблби и его командой. Имеет помощника-миникона по имени Андертон (англ. Undertone). Трансформируется в автомобиль скорой помощи. После сражения вернулся на Кибертрон.
- Балкхэд (англ. Bulkhead) — ветеран Великой войны, бывший член команды Прайма. В довоенном прошлом — строитель. Раньше служил в особом отряде автоботов под названием «Разрушители» (англ. Wreckers), элитном подразделении, которое выполняло секретные операции, и работал с Уилджеком, но ушёл, присоединившись к Оптимусу и его команде. Трансформируется в внедорожник.
- Блёр (англ. Blurr) — бот-спасатель, временно присоединившийся к отряду Бамблби.
- Бластвейв (англ. Blastwave) — охотник за головами, специализирующийся на преступниках, ему было поручено выследить Найтру и предать её суду

#### Камео
Перечисленные ниже автоботы не фигурируют в мультсериале напрямую, а лишь косвенно упоминаются, как «враги Кибертрона» объявленные таковыми Высшим Советом, за который себя выдавали десептиконы-мятежники.
- Арси (англ. Arcee)
- Уилджек (англ. Wheeljack)
- Смоукскрин (англ. Smokescreen)
- Ультра Магнус (англ. Ultra Magnus)
- Хот Род (англ. Hot Rod)
- Праул (англ. Prowl)
- Брон (англ. Brawn)
- Хот Шот (англ. Hot Shot)
- Нокаут (англ. Knock Out)

### Десептиконы

#### Стая Стилджо (англ.Steeljaw's Pack)
- Стилджо (англ. Steeljaw) — главный антагонист первых двух сезонов. Волкоподобный десептикон, жаждущий сделать землю новым домом для десептиконов. Для достижения своей цели он собрал свою собственную команду. Стилджо очень сильный противник, также он очень умён и хитёр. Трансформируется в автомобиль-внедорожник.
- Андербайт (англ. Underbite) — второстепенный антагонист, десептикон-чомпазоид (внешне напоминает бульдогообразного монстра). Способен увеличивать свою физическую силу за счёт поедания любых форм металла (при этом потребление им пластика даёт обратный эффект). Трансформируется в кибертронский бронеавтомобиль.
- Тандерхуф[3] (англ. Thunderhoof) — напоминающий лося десептикон, бывший на Кибертроне криминальным боссом. Ударом рогов способен сбить с ног почти любого трансформера, а топнув копытом по земле способен создавать мощные сейсмические волны. Имеет альт-форму трактора. На Кибертроне на него работали Скаул, Сильверхаунд и Клэмпдаун.
- Фракчер[4] (англ. Fracture) — как и Дрифт, «охотник за головами». Фракчер бесчестен, коварен и очень подл. Также, как и Дрифт, имеет двух помощников-миниконов: Эйрэйзора (англ. Airazor) и Дайвбомба (англ. Divebomb), которые в неактивном состоянии крепятся у него на плечах. Трансформируется в мотоцикл.
- Клэмпдаун (англ. Clampdown) — десептикон, напоминающий краба. По началу не особо ладил с Тандерхуфом, поскольку тот оказался заключённым «Алкемора» именно по его вине. Несмотря на скромные размеры, Клэмпдаун не труслив, но предпочитает отступать перед превосходящими силами противника. Обладает цепкими клешнями, также способен передвигаться по стенам и потолку. Трансформируется в автомобиль.
- Спринглоуд (англ. Springload) — лягушкообразный десептикон. Исследователь, желает найти древний кибертронский город Дорадус (англ. Doradus), при этом его желание уже скорее всего переросло в манию, да так, что временами он бывает явно не в себе (О чём свидетельствует тот факт, что он пытается найти кибертронский город на Земле). Его корпус покрыт кислотой. Трансформируется в автомобиль-пикап.
- Биск (англ. Bisk) — лобстероподобный десептикон.(Омарокон) По характеру «немного» ненормальный. Альт-форма — автомобиль. Изо рта может выпускать мощные акустические волны, имеет миниконов по имени Хаммер и Энвил.
- Граундпандер (англ. Groundpounder) — напоминает гориллу. Величайший каонский гладиатор (по крайней мере после Мегатрона), потерявший этот титул из за жульничества (и последующего разгрома целого города). Обладает огромной физической силой. Трансформируется в экскаватор.
- Оверлоуд (англ. Overload) — в прошлом был шпионом, и в этом деле он весьма преуспел благодаря своим актёрским талантам. Оверлоуд любит бросаться различными фразами, однако силён он не только на словах, и если об этом забыть, то он может запросто это использовать себе на руку. Оверлоуд очень силён, однако так же, невзирая на свои габариты, очень проворный. Альт-форма — танк, в режиме робота вооружен двумя пушками на плечах.
- Квиллфайр (англ. Quillfire) — десептикон-рецидивист, мечтающий поднять революцию против автоботов. Внешне напоминает дикобраза, свои колючки Квиллфайр может метать подобно стрелам, причём каждая колючка содержит мощный кибер -токсин, чьё поведение во внутренних системах автоботов непредсказуемо (Бамблби, после попадания Квиллфайра, впал в детство[5]). В дальнейшем Квиллфайр признался, что не знает, какой эффект у каждой колючки, и как долго он длится. Имеет миниконов Бэка и Форса. Трансформируется во внедорожник.

#### Команда Глоустрайк
- Глоустрайк (англ. Glowstrike) — временный командующий отрядом вместе с Сайберхорном. После того, как Стилджо был назначен лидером десептиконов, стала его заместителем. Альт-форма — летательный аппарат, похожий на комара.
- Скорпонок (англ. Scorponok) — лидер острова десептиконов во главе с Глоустрайк. Трансформируется в скорпиона, на Кибертроне был грабителем.
- Сэйберхорн (англ. Saberhorn) — был пиратом на Кибертроне, после того стал одним из 3 лидеров команды. Трансформируется в жука-носорога, в режиме жука умеет летать, вооружён 2 шпагами.
- Кикбэк (англ. Kickback) — десептикон-подхалим, напоминающий кузнечика, с виду кажется довольно хрупким и слабым, что вовсе не так. Трансформируется в драгстер.
- Крэйзиболт (англ. Crazybolt) — на Кибертроне Крэйзиболт был гонщиком, но был недоволен ездой с ограничением скорости, а после этого разрушил город, его поймали и поместили на «Алкемор». Похож на льва. Трансформируется в гоночный автомобиль. Имеет миникона-торпеду по имени Слайсдайс, которого может выпускать в робоформе. На Земле Крэйзиболт и Слайсдайс жгли дороги и деревья, пока на них не напали автоботы, но им удалось уйти, после этого встречался возле кинотеатра со Скорпонком и ждал Стилджо, но тем что Стилджо их подставил Крэйзиболта поймали и поместили в стазис.

#### Мусорщики
- Клотрэп (англ. Clawtrap) — лидер мусорщиков. В режиме робота похож на краба. Его временный напарник-миникон — Ланселон.
- Паралон (англ. Paralon) — член команды мусорщиков, отправившийся на развалины ракетной шахты, некогда служившей команде Прайма базой под названием «Омега-1», в надежде найти что-то. Его временный напарник-миникон — Баззстрайк. Альт форма — скорпион.
- Термидор (англ. Thermidor) — десептикон, относящийся к классу лобстерконов (как и Биск). Был первым владельцем корабля Клотрэпа. Его временный напарник-миникон — Трайсерашот. Альт форма — автомобиль.
- Скаттерспайк (англ. Scatterspike) — десептикон-девушка, похожая на дикобраза. Альт-форма-Внедорожник. Её временный напарник-миникон — Сотус. Вооружена своими колючками и в конце сезона «наконечниками на пальцы». Отправилась на самую первую базу автоботов найти кибертронские вещи, но столкнулась со Стронгарм.

#### Команда Старскрима
- Старскрим (англ. Starscream) — десептикон-ветеран. Бывший заместитель Мегатрона, считавшийся погибшим от рук предаконов. В действительности ему удалось самому их уничтожить и выжить, после чего им было найдено семеро миниконов, дарующих силу, превосходящую силу Прайма. С их помощью Старскрим улучшил своё тело, получив новый облик (отсылающий к одноимённому персонажу из «Первого поколения»). Непосредственно во время событий сериала занимается поиском миниконов, которые сбежали от него, чтобы использовать их силу повторно и обрести абсолютную мощь с целью отмщения и завоевания. Находит тёмный Звёздный меч Мегатрона. Впоследствии берёт в плен Бамблби. Трансформируется в самолёт-истребитель.
- Шэйдлок (англ. Shadelock) — лидер шайки охотников за головами, состоящей из его самого, Рафеджа и Рэйзорхорна, которых нанял Старскрим. Шэйдлока не интересуют какие либо амбиции, ему не интересна излишняя  жестокость, единственное что его интересует — заключённые контракты, которые он старается выполнить и выполнить хорошо, получив за них оплату, о которой неоднократно напоминает своему нанимателю. Вместо левого глаза имеет протез. Вооружён бластером с лезвием заменяющим ему левую руку, который так же может выполнять роль электрошокера. Анимационная модель Шэйдлока основана на модели вехикона-шахтёра из предыдущего мультсериала, но с другой головой.
- Рафедж (англ. Roughedge) — по фракции — автобот, тем не менее работает на Шэйдлока. Его редко можно увидеть в открытом бою, ведь чаще он выполняет роль огневой поддержки. Рафедж вооружён лазерным пистолетом, а так же оружием выполняющим одновременно функции огнемёта и гранатомёта.
- Рэйзорхорн (англ. Razorhorn) — инсектикон, работающий на Шэйдлока. Благодаря своим габаритам и оснащению исправно выполняет роль громилы. Рэйзорхорн вооружён бластером с лезвиями, который закреплён на его правой руке, так же он носит с собой дальнобойную винтовку.

#### Стантиконы
- Мотормастер (англ.  Motormaster) — лидер стантиконов. Груб, жесток и безжалостен (даже к собственным подчинённым). Очень силён и обладает внушительными габаритами. Мечтает установить полное господство на земных дорогах (ровно как и на всей Земле), а всех кто попытается ему помешать — уничтожить. Вооружен мечом. Трансформируется в грузовик.
- Дрэгстрип (англ. Dragstrip) — неофициальный заместитель Мотормастера (во всяком случае очень любит покомандовать остальными в его отсутствие). Хитрый и подлый, всегда жаждит победить, чего бы это ему не стоило, обставить оппонента используя даже самые грязные уловки. Основной напарник — Уайлдбрейк. Трансформируется в спорткар, благодаря ракетному ускорителю может значительно ускоряться.
- Хитсикер (англ. Heatseeker) — гонщик-профессионал. Лихач. Трансформируется в джип — внедорожник. Оружие — самонаводящиеся ракеты.
- Уайлдбрейк (англ. Wildbreak) — самый спокойный из стантиконов, предпочитающий оставаться в стороне чем быть в центре внимания. Абсолютно безынициативный и поэтому им частенько помыкает Дрэгстрип. Трансформируется в спорткар, его двигатель может создавать невероятно мощные вибрации и сам Уайлдбрейк может передавать их через колёса в землю, используя их как для защиты, так и нападения.
- Слэшмарк (англ. Slashmark) — похожий на Хитсикера стантикон. Трансформируется во внедорожник. Оружие Слэшмарка — его колёса, способные действовать как настоящая дробилка, в режиме робота использует как оружие диски с колёс обладающие аналогичными свойствами, но действующие как лезвия.
- Дрэгбрейк (англ. Dragbreak) — гештальт Дрэгстрипа и Уайлдбрейка.
- Хитмарк (англ. Heatmark) — гештальт Хитсикера и Слэшмарка.
- Менасор[6] (англ. Menasor) — гештальт стантиконов.

#### Отряд Сайклонуса
- Сайклонус (англ. Cyclonus) — десептикон, тайно внедрившийся в Новый Высший совет Кибертрона, со временем ставший его лидером и собравший вокруг себя только своих сторонников. Очень умён и является искуснейшим манипулятором, но на свою беду слишком хвастлив, и если ситуация выходит из под контроля, то он предпочитает убегать. С помощью особых световых сфер он и его отряд успешно прикидывались автоботами, но в конце сериала они были разоблачены перед всеми жителями  Кибертрона. Трансформируется в самолёт-истребитель.
- Сайберворп (англ. Cyberwarp) — Одна из приближённых Сайклонуса. Хоть и является членом элитного отряда десептиконов, она не разделяет жестокость и безжалостность её командира, и поэтому её терзают сомнения касательно тактики выбранной её фракцией и она верит что есть лучший путь, чем тот который продвигает её командир. В финальной битве она оборачивается против Сайклонуса, что позволяет Ультра Би победить Гальватронуса. Трансформируется в кибертронский летательный аппарат.
- Скайджек (англ. Skyjack) — Одна из приближённых Сайклонуса. Внешне похожа на Сайберворп, но полностью лояльна Сайклонусу. Трансформируется в кибертронский летательный аппарат.
- Трэдшок (англ. Treadshock)  — Один из приближённых Сайклонуса. Трансформируется в кибертронский внедорожник.
- Райотгир (англ. Riotgear)  — Один из приближённых Сайклонуса. Трансформируется в кибертронский внедорожник.
- Гальватронус (англ. Galvatronus) — гештальт, которого формируют Сайклонус и члены его отряда.

#### Прочие
- Хаммерстрайк (англ. Hammerstrike) — шарктикон, по его утверждению «самый известный пират Кибертрона». Не любит выходить на сушу. Альт-форма — мини-субмарина.
- Чоп Шоп (англ. Chop Shop) — вор, хотя на его счету много других разных преступлений (по утверждению Фиксита, список его преступлений такой же длинный, как борода Альфа Триона). Он — гештальт, так как раскладывается на 5 похожих на пауков трансформеров, бьющих электрошоком.
- Террашок (англ. Terrashock) — десептикон-буйволоид, на Кибертроне выполнял поручения сенатора Контрэйла. Террашок предельно туп (макеты буйволов в музее принимает за похожих на него трансформеров). Когда он бежит, его почти невозможно остановить. Трансформируется в грузовик.
- Филч (англ. Filch) — страдает клептоманией — ворует всё, что плохо лежит, особенно блестящие вещи. Она корвикон (от лат. Соrvus — Ворон) — трансформируется в огромную механическую ворону.
- Минитрон (англ. Minitron) — миниатюрный кибер-клещ. Из за своего крошечного размера кажется совсем безобидным, но это впечатление обманчиво — так как способен контролировать любого робота к которому подсоединится. Его альт-форма не была показана.
- Пед (англ. Ped) — десептикон-хрустикон, напоминающий муравьиного льва. Страдает комплексом неполноценности, и, оказавшись на Земле, похищает энергон, оставшийся после крушения «Алкемора», чтобы подчинить себе прочих десептиконов. Ненавидит, когда его называют червеботом. Может передвигаться под землёй и плеваться электрическими разрядами. Альт-форма — грузовик с трейлером.
- Малодор (англ. Malodor) — сканктикон (от англ. skunk — скунс). Был пойман вместе с ещё 3 подчинёнными-сканктиконами, после крушения «Алкемора» вся четвёрка бежала. Сканктиконы имеют хвосты, из которого разбрызгивают вещество, выводящее из строя органы чувств пораженного трансформера, но по своей природе медлительны. Их альт-формы не были показаны, но по внешнему виду можно предположить, что они все трансформируются в автомобили.
- Найтстрайк (англ. Nightstrike) — десептикон-летучая мышь, может с помощью своих звуковых атак погружать противников в транс, в состоянии которого жертвам мерещатся их самые сильные страхи. Его форма робота не была показана.
- Вертебрейк (англ. Vertebreak) — змеевидный робот. Сумасшедший учёный, обладающий огромными знаниями о строении трансформеров, да такими, что он способен прикрепить свою голову к другому телу (как он поступил с Сайдсвайпом). Трансформируется в поезд.
- Октопанч (англ. Octopunch) — внешне напоминает осьминога. Занимался тем, что разорял кибертронские космические корабли. Обладает цепкими щупальцами, с помощью которых он также может улавливать сигналы приближающихся к нему противников. Трансформируется в мини-субмарину.
- Хэдлок (англ. Headlock) — напарник Граундпандера. Довольно мал, что помогает ему быть незаметным, чтобы выводить из строя системы противника, для этого он использует встроенный в палец электрошокер. Трансформируется в вилочный погрузчик.
- Скаул (англ. Scowl) — десептикон-динобот, напоминающий анкилозавра. На Кибертроне, до своей поимки, работал на Тандерхуфа. Скаул оснащён прочным панцирем, а на конце его хвоста имеется молот, который Скаул может использовать и в форме робота.
- Рэйзорпо (англ. Razorpaw) — десептикон, напоминающий пуму. Трансформируется в лекговой автомобиль. Может выкачивать энергон у жертвы как вампир, обзавёлся двумя помощниками мини-конами, чьи имена Свелтер (англ. Swelter) и Глэйшиус (англ. Glacius). В первом сезоне появляется десептикон, похожий на Рэйзорпо, по имени Скрэтч (англ. Scratch), с которым сражалась Уиндблэйд.
- Зизза (англ. Zizza) — десептикон-пчела, пыталась захватить мир с помощью токсина. Трансформируется в пчелу. Не выносит холод, как и земные пчёлы.
- Судо (англ. Pseudo) — десептикон-шифтер: обладает способностью принимать внешность любого робота или транспорта. Его собственная альт-форма не была показана.
- Поларкло (англ. Polarclaw) — десептикон, похожий на полярного медведя. На Кибертроне был криминальным боссом. Обладает хорошим зрением, также впадает в спячку, трансформируется в автомобиль-вездеход.
- Симакор (англ. Simacore) — учёный, имеет двух миниконов (Аксиома и Теорема), позже армию клонов — миниконов похожих на Аксиома и Теорема. Внешне похож на орангутанга. Трансформируется в автомобиль-танк.
- Силверхаунд (англ. Silverhound) — десептикон с поврежденным аудиорецептором, в режиме робота напоминает собаку, трансформируется в кибертронский грузовик как у Террашока.
- Саундвейв (англ. Soundwave) — десептикон-ветеран из отряда Мегатрона. Высококвалифицированный разведчик и связист на крейсере десептиконов «Немезида». Давным-давно[7] был заключён в зоне тени, но сумел оттуда сбежать. Чрезвычайно опасен в бою, особенно если учитывать, что имеет мини-кона, питомца по имени Лазербик (англ. Laserbeak), автоботам лишь с большим трудом удалось его одолеть и даже вернуть его обратно взону тени. Но благодаря миниконам-активаторам, посланным Циклонусом и его сторонниками (замаскированными под Высший Совет Кибертрона), укравшими у отряда Бамблби их «охотники на десептиконов», сумел выбраться и попытался с помощью трансгалактического генератора сигналов призвать Мегатрона (не зная, что Мегатрон расформировал десептиконов и начал новую жизнь), но был побеждён автоботами и отвезён на Кибертрон, где его ждал суд за многочисленные военные преступления. Трансформируется в БПЛА MQ-9 «Жнец», а после второго побега — в футуристический грузовик (но в форме робота стал выглядеть как одноимённый персонаж из «Первого поколения»).
- Стокэйд (англ. Stockade) — десептикон, похожий на барсука, самый титулованный генерал с армией миниконов. Никогда не терпел поражения, кроме одного случая, когда попытался устроить военный переворот на Кибертроне. Пытался захватить тайник Уиндблэйд с массой оружия, но команда высадки во главе с Оптимусом смогла его победить.
- Крастэйшн (англ. Crustacion) — хрустикон. Ограбил кибертронский банк, откуда украл шаникс, отправился на Землю (в какое время — неизвестно), был пойман Уиндблэйд и помещён в стазис в Арктике. Когда лёд растаял — оказался на свободе, но был побеждён командой Бамблби. Альт-форма — грузовик с трейлером, как у Педа.
- Рэйджбайт (англ. Ragebyte) — шарктикон. Учёный, прилетевший на Землю ставить эксперименты, но был пойман Уиндблэйд. Позже капсула Рэйджбайта по вине Сайдсвайпа была разбита и шарктикон сбежал со взрывчаткой. Пытался взорвать магистраль, но автоботы помешали ему.
- Зориллор (англ. Zorillor) — скунктикон-одиночка. Имеет автомат—бластер и сферу, влияющую на мозг кибертронцев. Также как и другие скунтиконы может разливать жидкость влияющую на сенсоры кибертронцев. Трансформируется в автомобиль.
- Буствинг (англ. Boostwing) — корвикон. Главарь банды корвиконов-братьев, в которую входят сам Буствинг, Джекнэб и Пилфер. Банда искала взрывчатку и другие блестящие предметы, но были пойманы Стронгарм. Трансформируются в огромную механическую ворону как и Филч.
- Джекнэб (англ. Jacknab) — корвикон. Заместитель Буствинга, а также средний из братьев-корвиконов.
- Пилфер (англ. Pilfer) — третий брат-корвикон.
- Шэдоу Рэйкер (англ. Shadow Raker) — покровитель теней. Он заставляет некоторых кибертронцев воровать для себя в обмен на жилище и пропитание. В прошлом на него работали Дрифт, Слипстрим и Джетсторм. Эта троица сбежала, и когда Шэдоу Рэйкер прилетел на Землю, чтобы забрать миниконов, автоботы остановили его. Может испускать изо рта паутину. Трансформируется в жука носорога, как Сэйберхорн.
- Найтра (англ. Nightra) — бывшая автоботка-кадет, училась вместе со Стронгарм. Выглядит как Стронгарм, только красно-малино-фиолетового цвета. Её изгнали из кадетской академии, и она решила отомстить. Именно за ней охотился Бластвейв. Её концепт-имя — Чикэйн.
- Флэймснорт (англ. Flamesnort) — десептикон, который ещё со времён Великой войны охраняет один из островов на Земле по поручению командования (даже несмотря на то, что с определённого момента оно перестало реагировать на его отчёты), и не знает, что она уже давно закончилась. Внешне полностью идентичен Крэйзиболту (исключение составляют строение хвоста и раскраска корпуса с окулярами).

### Прочие
- Микронус (англ. Micronus) — один из первых Тринадцати Праймов, созданных на заре времён Праймусом, чтобы победить Юникрона и изгнать его. Проводил обучение Оптимуса в «Измерении Праймов».
- Мегатронус (англ. Megatronus) — один из первых Тринадцати Праймов, созданных на заре времён Праймусом, чтобы победить Юникрона и изгнать его. Мегатронус предал своих собратьев (наиболее прославился, когда убил Солус Прайм) и был отправлен в изгнание в параллельное измерение. Именно по его вине потерпел крушение «Алкемор». Заключил сделку со Стилджо: Стилджо освобождает Мегатронуса, а тот в свою очередь помогает десептикону захватить Землю. Однако свою часть сделки бывший Прайм отказывается выполнять, вместо этого он раскрывает свой зловещий план: с помощью особого устройства Мегатронус планирует объединить искры Праймуса и Юникрона, что впоследствии уничтожит и Кибертрон, и Землю. Только объединённая атака автоботов смогла уничтожить Мегатронуса.

#### Миниконы
- Ланселон (англ. Lancelon)
- Бэшбрейкер (англ. Bashbreaker)
- Аэроболт (англ. Aerobolt)
- Трайсе́рашот[8] (англ. Tricerashot)
- Сотус (англ. Sawtooth)
- Баззстрайк (англ. Buzzstrike)
- Уиндстрайк (англ. Windstrike)
- Джетсторм (англ. Jetstorm)
- Слипстрим (англ. Slipstream)
- Андертоун (англ. Undertone)

### Люди
Рассел Клэй — родной сын Денни. Несколько лет жил отдельно от отца. Когда он приехал, на Землю обрушился корабль-тюрьма, откуда сбежали сотни десептиконов. Мальчик убежал со свалки Денни в лес, где встретил Сайдсвайпа. Вместе они сбежали от Андербайта к месту падения корабля, где мальчик спрятался от десептикона за одной из тюремных капсул. Когда враг уехал в сторону Краун-Сити, Рассел в ужасе представил, что будет дальше, но благодаря автоботам, всё обошлось благополучно. Рассел не очень хорошо играет в американский футбол, но прекрасно пинает мяч. Он также унаследовал от отца основы актёрского мастерства. Когда-то Рассел очень хорошо ладил с отцом, но затем между ними произошёл раскол, и они долгое время не общались. Мальчик считает, что Денни должен больше участвовать в реальной жизни, а не тратить время на коллекционирование разного барахла на свалке. Тем не менее он хочет преодолеть разрыв и сблизиться с отцом, поэтому не любит, когда тот уезжает на задания один. И стоит Дэнни только оказаться в опасности, его сын мгновенно забывает про все разногласия.
Денни Клэй — родной отец Рассела. Заведовал свалкой механизмов и наслаждался обществом приехавшего сына Рассела, когда на планету рухнул корабль-тюрьма, откуда сбежали сотни десептиконов. Дэнни и Рассел встретили автоботов и оказали им помощь в поимке преступников. Дэнни также предоставил им автомобили для сканирования. Прекрасный актёр, способный выдать себя за кого угодно. Он также разбирается в технике и может починить даже кибертронские механизмы. Обожает свою свалку и терпеть не может, когда кто-нибудь, даже его любимый сын, пренебрежительно к ней относится. Дэнни очень хочет наладить отношения с сыном и искренне радуется каждому успешному шагу в этом направлении.
- Генриетта (Хэнк)
- Бутч
- Арнольд
- Брат Гантер
- Тед
- Боб
- Фарнум
- Кейси
- Кэти
- Отец Кэти
- Ларри ЛаРу
- Мортон
- Зиглер
- Найджел
- Риэлтор

## Сюжет

### Сезон 1 (2015)
После победы автоботов прошло несколько лет. Возрождение Кибертрона дало свои плоды: появляются всё новые поколения трансформеров. Бамблби стал опытным полицейским Кибертрона, и, несмотря на свою известность, он хочет быть простым миротворцем. На Земле не вспоминают конфликт автоботов и десептиконов.
Но всё меняется, когда Бамблби посещает видение от Оптимуса Прайма. Экс-лидер автоботов просит своего ученика вернуться на Землю, так как над планетой нависла новая угроза. С помощью хулигана Сайдсвайпа и кадета Элитной гвардии Стронгарм Бамблби отправляется на Землю. Их цель — обнаружить разбившийся на Земле корабль-тюрьму для десептиконов «Алкемор» и его начальника, мини-бота Фиксита, получившего ранения. Бамблби, Стронгарм и Сайдсвайп узнают от Фиксита, что «Алкемор» был тюрьмой для двухсот Десептиконов, но после крушения все они сбежали, и теперь автоботы должны найти беглецов и поместить обратно в стазис-капсулы.
На Земле в отряд Бамблби сразу вступают четверо: мини-бот Фиксит, люди (Денни Клэй и Рассел Клэй) и динобот Гримлок (бывший заключённый «Алкемора»).
На протяжении сезона отряд Бамблби, к которому позже присоединились автобот Дрифт с миниконами Слипстримом и Джетстормом, женщина-автобот Уиндблэйд и сам Оптимус Прайм, сражается с отрядом десептиконов во главе со Стилджо. В конце сезона десептиконы построили портал, чтобы вернуть из другого измерения первого десептикона — Мегатронуса. Но автоботы в тяжёлом бою одолели десептиконов и заключили их в стазис-капсулы; однако Стилджо удалось сбежать…

### Сезон 2 (часть 1) (2016)
После поражения Мегатронуса прошёл почти год. Автоботы продолжают бороться с десептиконами, которые до сих пор находятся на Земле. Стилджо всё ещё на свободе. Он пытается объединить вокруг себя всех выживших Десептиконов. Параллельно формируется группа десептиконов во главе с Глоустрайк, Скорпоноком и Сэйберхорном.
После того, как Один из Праймов — Микронус — забрал остатки Искр Праймов у Оптимуса, экс-лидер автоботов серьёзно ослабел, и Бамблби принял решение разделить Отряд на две группы: Команда высадки (Дрифт и его миниконы, Сайдсвайп, Уиндблэйд, Оптимус Прайм) и Команда Бамблби (сам Бамблби, Стронгарм, Гримлок, Фиксит, Денни и Рассел). По ходу сезона Автоботы встречают необычных десептиконов — преступников с Кибертрона, которых нет в базе данных «Алкемора». Две команды воссоединяются. На Землю возвращается Автобот Рэтчет вместе со своим мини-ботом Андертоном. Они находят укрытие Десептиконов под названием «Остров Десептиконов», которое было сделано из половины «Алкемора».
После победы автоботов Оптимус Прайм, Рэтчет, Уиндблэйд и миниконы восстанавливают «Алкемор» и отправляются на его борту на Кибертрон. Бамблби и остальная часть Отряда в свою очередь остаются на Земле.

### Сезон 2 (часть 2) (2016—2017)
На Землю прилетает новая команда десептиконов — мусорщики: Клотрэп, Паралон, Скаттерспайк, Термидор и их миниконы. Автоботы, противостоя мусорщикам, сталкиваются с ещё большей проблемой — Старскримом, который убил Скайлинкса и Даркстила, сбежал, поймал миниконов, а когда растерял их, то собрал команду охотников: Шэйдлока, Рафеджа и Рэйзорхорна. Однако возвращается Оптимус, и побеждает Старскрима с его командой.

### Сезон 3 (2017)
У Автоботов новичок — Блёр. На горизонте появляются стантиконы, но они слишком сильны. И параллельно с этим появляется гештальт Ультра Би. Во время всех этих «крутых» команд и гештальтов появляются новые десептиконы, которых зовут Шэдоурэйкер, Найтра, Флэймснорт, братья-корвиконы, Зоррилор, Крастэйшн и Рэйджбайт, возвращаются старые враги, такие как: Спринглоуд и Симакор. А ещё и Саундвейв, которого освобождают из Зоны Тени миниконы Хайтест, Трикаут, Стантвинг, Голджир и Гритбайт. В конце сезона Автоботы вместе со Стилджо побеждают коррумпированный совет Кибертрона, который на самом деле замаскированные Десептиконы во главе с Циклонусом и возвращаются на Землю. Дрифт говорит Джетсторму и Слипстриму что теперь они свободны, а Бамблби слышит весёлый возглас Стилджо. На этой ноте, автоботы трансформируются и уезжают в закат.

## Обзор сезонов
| Сезон | Эпизоды | Показ           | Показ            | Показ           | Показ           |
| Сезон | Эпизоды | В США           | В США            | В России        | В России        |
| Сезон | Эпизоды | Премьера        | Финал            | Премьера        | Финал           |
| ----- | ------- | --------------- | ---------------- | --------------- | --------------- |
| 1     | 26      | 14 марта 2015   | 12 сентября 2015 | 3 августа 2015  | 19 августа 2015 |
| 2     | 19      | 20 февраля 2016 | 25 июля 2016     | 10 августа 2016 |                 |
|       |         |                 |                  |                 |                 |
| 3     | 26      | 29 апреля 2017  | 11 ноября 2017   | 18 апреля 2018  | 1 июня 2018     |

## Комиксы по сериалу
IDW выпустила 6 выпусков комиксов.

## Игры по сериалу
В 2014 году вышла одноимённая игра для Android и iOS.

## Награды и номинации
Команда продюсеров и сценаристов мультсериала была номинирована на Daytime Emmy Award 2016 года в категории «Выдающаяся анимационная программа специального класса».

## Критика
Некоммерческая образовательная организация Common Sense Media присвоила мультсериалу оценку 3/5.